# Oestophora ebria
Oestophora ebria is een slakkensoort uit de familie van de Trissexodontidae. De wetenschappelijke naam van de soort is voor het eerst geldig gepubliceerd in 2004 door Corbella.